# Aníbal González (football)
Pour les articles homonymes, voir Aníbal González et González.
Aníbal Segundo González Espinoza (né le 13 mars 1963 à Rapel au Chili) est un footballeur chilien qui jouait au poste d'Attaquant.

## Biographie
González fait ses débuts internationaux en équipe senior le 5 juin 1988 lors d'un match amical contre les États-Unis.

## Palmarès

### Club
Colo-Colo
- Meilleur buteur du championnat du Chili : 1992 (24 buts)

CD Palestino
- Meilleur buteur du championnat du Chili : 1995 (18 buts)